# Registre national des lieux historiques dans le comté de San Bernardino

Localisation du comté de San Bernardino en Californie

Ceci est la liste des lieux historiques inscrits sur le registre national dans le comté de San Bernardino en Californie.
Cette liste des propriétés et des districts du registre national des lieux historiques dans le comté de San Bernardino, en Californie, est censée être exhaustive. Les coordonnées de latitude et longitude sont fournies pour la plupart des propriétés et les districts du registre national ; ces localisations peuvent être aperçus sur Google Maps.
Il y a 68 propriétés et districts répertoriés sur le registre national dans le comté, dont un monument historique national.

## Liste actuelle
| Position | ID        | Type | Nom                                                                                  | Localisation                                                                                    | Ville               | Date d'inscription | Image                                | Coordonnées                          | Description |
| -------- | --------- | ---- | ------------------------------------------------------------------------------------ | ----------------------------------------------------------------------------------------------- | ------------------- | ------------------ | ------------------------------------ | ------------------------------------ | --- |
| 1        | 76000513  | NRHP | Bibliothèque publique A. K. Smiley (en)                                              | 125 W. Vine St.                                                                                 | Redlands            | 12 décembre 1976   |                                      | 34° 03′ 15″ nord, 117° 11′ 02″ ouest | |
| 2        | 82002239  | HD   | District du registre national d'Aiken's Wash (en)                                    | Mojave National Preserve                                                                        | Baker               | 24 mai 1982        |                                      | 35° 14′ 22″ nord, 115° 44′ 55″ ouest | |
| 3        | 81000170  | NRHP | Site archéologique CA SBR 3186 (en)                                                  | Adresse restreinte                                                                              | Silver Lakess       | 10 février 1981    |                                      |                                      | |
| 4        | 03000119  | NRHP | Archeological Site CA-SBR-140                                                        | Adresse restreinte                                                                              | Baker               | 10 juin 2003       |                                      |                                      | |
| 5        | 85003435  | NRHP | Archeological Site No. D-4                                                           | Adresse restreinte                                                                              | Needles             | 25 octobre 1985    |                                      |                                      | |
| 6        | 85003430  | NRHP | Archeological Site No. E-21                                                          | Adresse restreinte                                                                              | Parker (Californie) | 25 octobre 1985    |                                      |                                      | |
| 7        | 01000025  | NRHP | Dépôt de passagers et de fret du chemin de fer de Topeka et Santa Fe à Atchison (en) | 1170 W. 3rd St.                                                                                 | San Bernardino      | 2 février 2001     |                                      | 34° 06′ 17″ nord, 117° 18′ 31″ ouest | |
| 8        | 12000442  | NRHP | Maison Auerbacher (en)                                                               | 121 Sierra Vista Dr.                                                                            | Redlands            | date=2012-8-1      |                                      | 34° 01′ 18″ nord, 117° 09′ 02″ ouest | |
| 9        | 96001176  | NRHP | Barton Villa (en)                                                                    | 11245 Nevada St.                                                                                | Redlands            | 24 octobre 1996    |                                      | 34° 02′ 58″ nord, 117° 12′ 58″ ouest | |
| 10       | 04000018  | NRHP | Beverly Ranch (en)                                                                   | 923 W. Fern Ave.                                                                                | Redlands            | 11 février 2004    |                                      | 34° 02′ 39″ nord, 117° 11′ 16″ ouest | |
| 11       | 82000981  | NRHP | Bitter Spring Archaeological Site (4-SBr-2659)                                       | Adresse restreinte                                                                              | Barstow             | 20 décembre 1982   |                                      |                                      | |
| 12       | 00001046  | HD   | Black Canyon-Inscription Canyon-Black Mountain Rock Art District (en)                | Adresse restreinte                                                                              | Hinkley             | 12 septembre 2000  |                                      |                                      | |
| 13       | 00001326  | HD   | Blackwater Well (en)                                                                 | Granite Wells Road                                                                              | Red Mountain (en)   | 21 novembre 2000   |                                      | 35° 21′ 29″ nord, 117° 20′ 54″ ouest | |
| 14       | 07001353  | NRHP | Bono's Restaurant and Deli                                                           | 15395 Foothill Blvd.                                                                            | Fontana             | 10 janvier 2008    |                                      | 34° 06′ 23″ nord, 117° 28′ 09″ ouest | |
| 15       | 82002241  | NRHP | CA SBr 1008A, CA SBr 1008B, CA SBr 1008C                                             | Adresse restreinte                                                                              | Johannesburg        | 24 mai 1982        |                                      |                                      | |
| 16       | 73000430  | HD   | District archéologique de Calico Mountains (en)                                      | Adresse restreinte                                                                              | Yermo               | 30 mars 1973       |                                      |                                      | |
| 17       | 09001116  | NRHP | The California Theatre (en)                                                          | 562 W. 4th St.                                                                                  | San Bernardino      | 22 décembre 2009   |                                      | 34° 06′ 25″ nord, 117° 17′ 44″ ouest | |
| 18       | 88000894  | NRHP | Bâtiment de la bibliothèque publique de Carnegie (en)                                | 380 N. La Cadena Dr.                                                                            | Colton              | 23 juin 1988       |                                      | 34° 04′ 08″ nord, 117° 19′ 22″ ouest | Actuellement les maisons du musée de la région de Colton                                                         |
| 19       | 75000228  | HD   | Cow Camp                                                                             | Sud-ouest de Twentynine Palms dans le parc national de Joshua Tree                              | Twentynine Palms    | 29 octobre 1975    |                                      | 34° 02′ 15″ nord, 116° 10′ 02″ ouest | |
| 20       | 76000514  | HD   | District archéoligique de Crowder Canyon (en)                                        | Adresse restreinte                                                                              | San Bernardino      | 16 juin 1976       |                                      |                                      | |
| 21       | 100001336 | NRHP | Robert J. Dunn House                                                                 | 1621 Garden St.                                                                                 | Redlands            | 24 juillet 2017    |                                      | 34° 01′ 48″ nord, 117° 09′ 32″ ouest | |
| 22       | 15000470  | NRHP | Eagle Well Petroglyph Site                                                           | Adresse restreinte                                                                              | Barstow             | 27 juillet 2015    |                                      |                                      | |
| 23       | 02000537  | NRHP | El Garces (en)                                                                       | 950 Front St.                                                                                   | Needles             | 17 mai 2002        |                                      | 34° 50′ 27″ nord, 114° 36′ 20″ ouest | |
| 24       | 12000126  | NRHP | Dr. Orville S. Ensign House                                                          | 304 S. Laurel Ave.                                                                              | Ontario             | date=2012-3-20     |                                      | 34° 03′ 39″ nord, 117° 39′ 09″ ouest | |
| 25       | 05000843  | NRHP | Euclid Avenue (en)                                                                   | De 24th St. à Upland vers Philadelphia St. à Ontario                                            | Upland et Ontario   | 10 août 2005       |                                      | 34° 09′ 01″ nord, 117° 39′ 02″ ouest | |
| 26       | 03000037  | NRHP | Première église chrétienne de Rialto (en)                                            | 201 N. Riverside Ave.                                                                           | Rialto              | 20 février 2003    |                                      | 34° 06′ 10″ nord, 117° 22′ 09″ ouest | |
| 27       | 82000982  | NRHP | Fontana Farms Company Ranch House, Camp No. 1 (en)                                   | 8863 Pepper St.                                                                                 | Fontana             | 1er novembre 1982  |                                      | 34° 05′ 34″ nord, 117° 26′ 28″ ouest | |
| 28       | 80000838  | NRHP | Fontana Pit and Groove Petroglyph Site                                               | Adresse restreinte                                                                              | Fontana             | 17 avril 1980      |                                      |                                      | |
| 29       | 02000980  | NRHP | Fossil Canyon Petroglyph Site                                                        | Adresse restreinte                                                                              | Barstow             | 3 mars 2003        |                                      |                                      | |
| 30       | 95000044  | NRHP | Foxtrot Petroglyph Site                                                              | Adresse restreinte                                                                              | Twentynine Palms    | 23 février 1995    |                                      |                                      | |
| 31       | 80000839  | NRHP | Frankish Building (en)                                                               | 200 S. Euclid Ave.                                                                              | Ontario             | 11 août 1980       |                                      | 34° 03′ 45″ nord, 117° 39′ 01″ ouest | |
| 32       | 01001102  | NRHP | École de Goffs (en)                                                                  | 37198 Lanfair Rd.                                                                               | Goffs               | 11 octobre 2001    |                                      | 34° 55′ 12″ nord, 115° 03′ 18″ ouest | |
| 33       | 75000458  | NRHP | Dépôt ferroviaire de Harvey House (en)                                               | Santa Fe Depot                                                                                  | Barstow             | 3 avril 1975       |                                      | 34° 54′ 17″ nord, 117° 01′ 26″ ouest | |
| 34       | 01000333  | HD   | District historique d'Highland (en)                                                  | Pratiquement délimité par Cole et Nona Ave., Pacific et Church Sts.                             | Highland            | 5 avril 2001       |                                      | 34° 07′ 40″ nord, 117° 12′ 29″ ouest | |
| 35       | 93000596  | HD   | Hofer Ranch (en)                                                                     | 11248 S. Turner Ave.                                                                            | Ontario             | 8 juillet 1993     |                                      | 34° 02′ 56″ nord, 117° 35′ 05″ ouest | |
| 36       | 100002317 | NRHP | Integratron                                                                          | 2477 Belfield Blvd.                                                                             | Landers             | 23 avril 2018      |                                      | 34° 17′ 40″ nord, 116° 24′ 13″ ouest | |
| 37       | 15000646  | NRHP | Judson and Brown Ditch                                                               | Traverse San Bernardino FCD Rd.                                                                 | Redlands            | 29 septembre 2015  |                                      | 34° 06′ 14″ nord, 117° 06′ 14″ ouest | Caractéristique linéaire non contiguë qui s'étend de Highland à Redlands                                         |
| 38       | 01000760  | HD   | Kelso Depot, Restaurant and Employees Hotel (en)                                     | Kelbaker Rd., intersection de Kelbaker et Cima Rds. sur le chemin de fer de l'Union Pacific     | Kelso (en)          | 2 août 2001        |                                      | 35° 00′ 44″ nord, 115° 39′ 09″ ouest | |
| 39       | 75000174  | HD   | Keys Desert Queen Ranch                                                              | Sud-ouest de Twentynine Palms dans le parc national de Joshua Tree                              | Twentynine Palms    | 30 octobre 1975    |                                      | 34° 02′ 36″ nord, 116° 09′ 59″ ouest | |
| 40       | 96000328  | NRHP | Kimberly Crest (en)                                                                  | 1325 Prospect Dr.                                                                               | Redlands            | 28 mars 1996       |                                      | 34° 02′ 16″ nord, 117° 10′ 21″ ouest | |
| 41       | 03000471  | NRHP | Sam and Alfreda Maloof Compound (en)                                                 | 5131 Carnelian St.                                                                              | Alta Loma (en)      | 9 novembre 2010    |                                      | 34° 09′ 40″ nord, 117° 36′ 56″ ouest | |
| 42       | 77000329  | HD   | Mill Creek Zanja (en)                                                                | De Sylvan Blvd. E à Mill Creek Rd.                                                              | Redlands            | 12 mai 1977        | 34° 03′ 44″ nord, 117° 07′ 23″ ouest |                                      | |
| 43       | 79000522  | NRHP | Moyse Building (en)                                                                  | 13150 7th St.                                                                                   | Chino               | 28 février 1979    |                                      | 34° 00′ 53″ nord, 117° 41′ 23″ ouest | |
| 44       | 00001325  | NRHP | Newberry Cave Site                                                                   | Adresse restreinte                                                                              | Newberry Springs    | 21 novembre 2000   |                                      |                                      | |
| 45       | 80000840  | NRHP | Old San Antonio Hospital (en)                                                        | 792 W. Arrow Hwy.                                                                               | Upland              | 2 janvier 1980     |                                      | 34° 05′ 58″ nord, 117° 39′ 34″ ouest | |
| 46       | 12000813  | NRHP | Ontario and San Antonio Heights Waiting Station                                      | 1251 W. 24th St.                                                                                | Upland              | date=2012-9-25     |                                      | 34° 09′ 05″ nord, 117° 40′ 20″ ouest | Une gare de passagers pour la ligne de tramway de l'Ontario et de San Antonio Heights Railroad                   |
| 47       | 82002242  | NRHP | Ontario State Bank Block (en)                                                        | 300 S. Euclid Ave.                                                                              | Ontario             | 8 janvier 1982     |                                      | 34° 03′ 42″ nord, 117° 39′ 02″ ouest | Démoli pour faire place à l'abaissement de l'avenue Euclid en dessous des voies ferrées.                         |
| 48       | 11000119  | NRHP | Pacific Electric Etiwanda Depot (en)                                                 | 7092 Etiwanda Ave.                                                                              | Rancho Cucamonga    | 21 mars 2011       |                                      | 34° 07′ 30″ nord, 117° 31′ 23″ ouest | |
| 49       | 85002813  | NHL  | Pioneer Deep Space Station                                                           | Goldstone Deep Space Communications Complex                                                     | Fort Irwin          | 3 octobre 1985     |                                      | 35° 23′ 21″ nord, 116° 51′ 22″ ouest | Également connu sous le nom de DSS 11, le premier radiotélescope du Goldstone Deep Space Communications Complex. |
| 50       | 73000429  | HD   | District archéologique de Piute Pass (en)                                            | Adresse restreinte                                                                              | Needles             | 14 août 1973       |                                      |                                      | |
| 51       | 16000522  | NRHP | Providence Townsite                                                                  | À 10. milles (16,1 km) de l'Essex Rd.                                                           | Essex (en)          | 16 août 2016       |                                      | 34° 58′ 54″ nord, 115° 30′ 26″ ouest | |
| 52       | 73000428  | NRHP | Maison de John Rains (en)                                                            | 7869 Vineyard Ave.                                                                              | Rancho Cucamonga    | 24 avril 1973      |                                      | 34° 06′ 40″ nord, 117° 36′ 36″ ouest | L'entrée du musée est maintenant à la rue Hemlock, l'adresse est 8810 Hemlock St.                                |
| 53       | 90002119  | NRHP | Redlands Central Railway Company Car Barn (en)                                       | 746 E. Citrus Ave.                                                                              | Redlands            | 3 janvier 1991     |                                      | 34° 03′ 24″ nord, 117° 10′ 29″ ouest | |
| 54       | 91001535  | HD   | District du dépôt de Redlands Santa Fe (en)                                          | Pratiquement délimité par Stuart Ave., N. 5th St., Redlands Blvd., Eureka St. et les voies SFRR | Redlands            | 29 octobre 1991    |                                      | 34° 03′ 31″ nord, 117° 10′ 57″ ouest | |
| 55       | 82002240  | HD   | Rodman Mountains Petroglyphs Archeological District                                  | Adresse restreinte                                                                              | Barstow             | 10 mai 1982        |                                      |                                      | |
| 56       | 78000680  | HD   | District du village russe (en)                                                       | 290-370 S. Mills Ave. et 480 Cucamonga Ave.                                                     | Montclair           | 28 décembre 1978   |                                      | 34° 05′ 29″ nord, 117° 42′ 24″ ouest | |
| 57       | 97001632  | NRHP | San Bernardino County Court House (en)                                               | 351 N. Arrowhead Ave.                                                                           | San Bernardino      | 12 janvier 1998    |                                      | 34° 06′ 20″ nord, 117° 17′ 26″ ouest | |
| 58       | 09000804  | NRHP | Shady Point                                                                          | 778 Shelter Cove Dr.                                                                            | Lake Arrowhead      | 5 octobre 2009     |                                      | 34° 15′ 46″ nord, 117° 11′ 00″ ouest | |
| 59       | 94001487  | HD   | District historique de Smiley Park (en)                                              | Pratiquement délimité par Brookside Ave., Cajon St., Cypress Ave. et Buena Vista St.            | Redlands            | 29 décembre 1994   |                                      | 34° 03′ 03″ nord, 117° 10′ 56″ ouest | |
| 60       | 81000169  | HD   | Squaw Spring Archeological District                                                  | Adresse restreinte                                                                              | Red Mountain (en)   | 28 juillet 1981    |                                      |                                      | |
| 61       | 78000745  | NRHP | Topock Maze Archeological Site (en)                                                  | Adresse restreinte                                                                              | Needles             | 5 octobre 1978     |                                      |                                      | |
| 62       | 90001817  | NRHP | Upland Public Library (en)                                                           | 123 E. D St.                                                                                    | Upland              | 10 décembre 1990   |                                      | 34° 05′ 55″ nord, 117° 38′ 55″ ouest | |
| 63       | 85000136  | NRHP | US Post Office-Downtown Station (en)                                                 | 390 W. 5th St.                                                                                  | San Bernardino      | 11 janvier 1985    |                                      | 34° 06′ 31″ nord, 117° 17′ 26″ ouest | |
| 64       | 85000135  | NRHP | US Post Office-Redlands Main (en)                                                    | 201 Brookside Ave.                                                                              | Redlands            | 11 janvier 1985    |                                      | 34° 03′ 18″ nord, 117° 11′ 05″ ouest | |
| 65       | 75000176  | NRHP | Wall Street Mill                                                                     | South of Twentynine Palms in Joshua Tree National Park                                          | Twentynine Palms    | 12 novembre 1975   |                                      | 34° 02′ 10″ nord, 116° 07′ 59″ ouest | |
| 66       | 75000459  | NRHP | Henry Washington Survey Marker (en)                                                  | Sud de Big Bear City dans la forêt national de San Bernardino                                   | Big Bear City       | 12 mai 1975        |                                      | 34° 07′ 13″ nord, 116° 55′ 46″ ouest | |
| 67       | 11000957  | NRHP | Wigwam Village No. 7 (en)                                                            | 2728 Foothill Rd.                                                                               | San Bernardino      | date=2012-1-3      |                                      | 34° 06′ 26″ nord, 117° 21′ 00″ ouest | |
| 68       | 75000460  | NRHP | Yorba-Slaughter Adobe (en)                                                           | À 5,5 milles (8,9 km) au sud de Chino au 17127 Pomona Rincon Rd.                                | Chino               | 7 juillet 1975     |                                      | 33° 56′ 26″ nord, 117° 39′ 52″ ouest | |